# Walt Hazzard
Walt Hazzard, ur. jako Walter Raphael Hazzard Jr., właśc. Mahdi Abdul-Rahman (ur. 15 kwietnia 1942 w Wilmington, zm. 18 listopada 2011 w Los Angeles) – amerykański koszykarz, obrońca, mistrz olimpijski z Tokio, uczestnik NBA All-Star Game, późniejszy trener swojej byłej uczelni UCLA.
W 1971 roku przeszedł na Islam, zmieniając imię i nazwisko na Mahdi Abdul-Rahman, ale kontynuował karierę koszykarską pod dotychczasowym nazwiskiem.

## Osiągnięcia
NCAA
- Mistrz NCAA (1964)[4]
- Most Outstanding Player (MOP=MVP) turnieju NCAA (1964)[5]
- Zawodnik roku według:
  - Helms Foundation (1964)[6]
  - USBWA (1964)[7]
- Wybrany do:
  - I składu:
    - All-American (1963 przez USBWA, 1964)[8]
    - turnieju NCAA (1964)[9]

  - II składu All-American (1963 przez AP, NABC)[8]
  - III składu All-American (1963 przez UPI)[8]
  - Galerii Sław Sportu UCLA – UCLA Athletics Hall of Fame (1984)[10]
- Uczelnia zastrzegła należący do niego numer 42

NBA
- 2-krotny finalista NBA (1965, 1966)[11]
- Uczestnik meczu gwiazd:
  - NBA (1968)[2]
  - Legend NBA (1990)[12]
- Lider play-off w skuteczności rzutów wolnych (1973)[13]

Reprezentacja
- Mistrz olimpijski (1964)[1]

Trenerskie
- Trener Roku konferencji Pacific-10 (1987)
- Zwycięzca turnieju:
  - NIT (1985)[14]
  - Pacific-10 (1987)[15]